# The Final Master
Pour plus de détails, voir Fiche technique et Distribution.
The Final Master (師父, Shi Fu) est un film chinois, sorti en 2015.

## Fiche technique
- Titre : The Final Master
- Titre original : 師父 (Shi Fu)
- Réalisation : Xu Haofeng
- Scénario : Xu Haofeng
- Photographie : Wong Tin-lam
- Pays d'origine : Chine
- Genre : wuxiapian
- Date de sortie : 2015

## Distribution
- Liao Fan : Chen Shi - le maître
- Jia Song : Zhao Guohui - Mme. Chen
- Jiang Wenli : Master Zou
- Shih-Chieh King : Zheng Shan'ao - le grand maître
- Yang Song : Geng Liangchen
- Madina Memet : la fille au thé
- Jue Huang : Lin Xiwen
- Chen Kuan-tai
- Leon Dai : le combattant au couteau